# Al Clark
Pour les articles homonymes, voir Clark.
Albert « Al » Clark est un monteur américain (membre de l'ACE), né le 15 septembre 1902 en Illinois, mort le 13 juillet 1971 à Los Angeles (Californie).

## Biographie
Au cinéma, Al Clark est monteur sur cent-vingt-trois films américains (ou en coproduction), les cinq premiers (dont trois courts métrages) sortis en 1933.
Citons Cette sacrée vérité de Leo McCarey (1937, avec Cary Grant et Irene Dunne), La Cité sans hommes de Sidney Salkow (1943, avec Linda Darnell et Edgar Buchanan), L'Équipée sauvage de László Benedek (1953, avec Marlon Brando et Mary Murphy), le western La Charge des tuniques bleues d'Anthony Mann (1955, avec Victor Mature et Guy Madison), ou encore Pepe de George Sidney (1960, avec Cantinflas et Dan Dailey).
Le dernier film qu'il monte est le western Charro de Charles Marquis Warren (avec Elvis Presley et Ina Balin), sorti en 1969.
Al Clark est également monteur pour la télévision, contribuant à neuf séries entre 1953 et 1965, dont La Quatrième Dimension (deux épisodes, 1963) et Perry Mason (douze épisodes, 1963-1965).
Durant sa carrière, il obtient cinq nominations à l'Oscar du meilleur montage (notamment pour Cette sacrée vérité et Pepe pré-cités), mais n'en gagne pas.

## Filmographie partielle

### Cinéma
- 1934 : Les Écumeurs de la nuit (en) (Men of the Night) de Lambert Hillyer
- 1936 : L'École des secrétaires (More Than a Secretary) d'Alfred E. Green
- 1937 : Cette sacrée vérité (The Awful Truth) de Leo McCarey
- 1937 : Idole d'un jour (en) (It Happened in Hollywood) d'Harry Lachman
- 1938 : Vacances (Holiday) de George Cukor
- 1938 : The Lady Objects d'Erle C. Kenton
- 1938 : Petite Miss Casse-Cou (The Little Adventuress) de D. Ross Lederman
- 1939 : Laissez-nous vivre (Let Us Live) de John Brahm
- 1939 : Monsieur Smith au Sénat (Mr. Smith Goes to Washington) de Frank Capra
- 1939 : Nous irons à Paris (Good Girls Go to Paris) d'Alexander Hall
- 1940 : The Lady in Question de Charles Vidor
- 1940 : L'Homme que j'ai ressuscité (The Man with Nine Lives) de Nick Grinde
- 1941 : The Devil Commands d'Edward Dmytryk
- 1943 : La Cité sans hommes (City Without Men) de Sidney Salkow
- 1944 : One Mysterious Night de Budd Boetticher
- 1944 : Inconnu à cette adresse (Address Unknown) de William Cameron Menzies
- 1944 : The Impatient Years d'Irving Cummings
- 1946 : Ses premières ailes de William A. Wellman

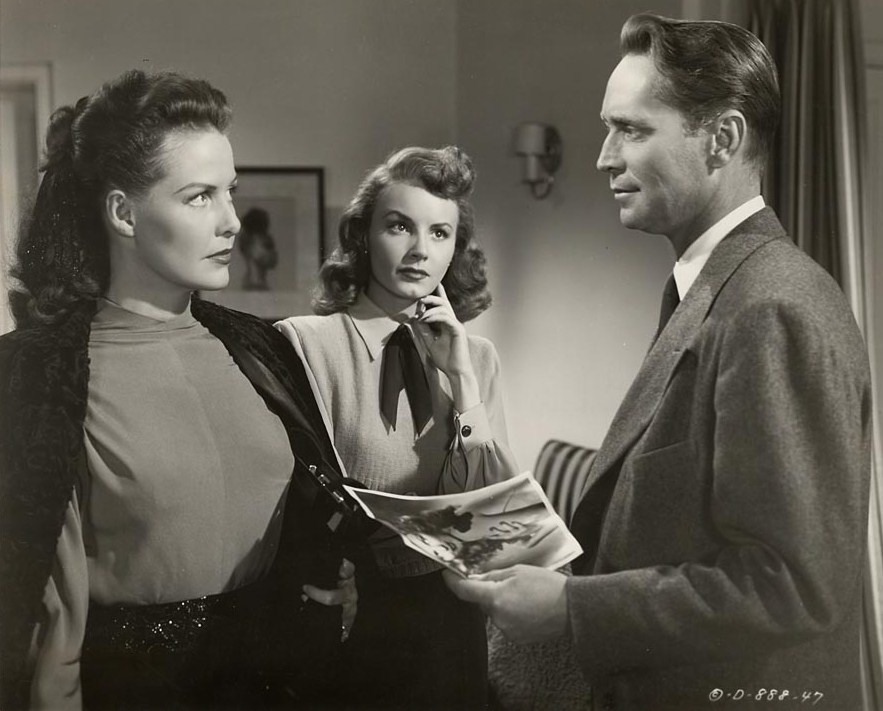
Les Liens du passé (1948) :
Janis Carter, Janet Blair et Franchot Tone

- 1947 : Mon loufoque de mari (Her Husband's Affairs) de S. Sylvan Simon
- 1947 : L'Heure du crime (Johnny O'Clock) de Robert Rossen
- 1948 : Le Manoir de la haine (The Swordsman) de Joseph H. Lewis
- 1948 : Les Liens du passé (I Love Trouble) de S. Sylvan Simon
- 1949 : Le Maître du gang (The Undercover Man) de Joseph H. Lewis
- 1949 : Les Fous du roi (All the King's Men) de Robert Rossen
- 1949 : Les Insurgés (We Were Strangers) de John Huston
- 1950 : La Scandaleuse Ingénue (The Pretty Girl) d'Henry Levin
- 1951 : Les Maudits du château-fort (Lorna Doone) de Phil Karlson
- 1952 : Vocation secrète (Boots Malone) de William Dieterle
- 1953 : L'Équipée sauvage (The Wild One) de László Benedek
- 1953 : Le Sabre et la Flèche (Last of the Comanches) d'André de Toth
- 1953 : Les 5 000 Doigts du Dr T (The 5,000 Fingers of Dr. T) de Roy Rowland
- 1953 : Éternels Ennemis (Bad for Each Other) d'Irving Rapper
- 1954 : Alibi meurtrier (Naked Alibi) de Jerry Hopper
- 1955 : La Charge des tuniques bleues (The Last Frontier) d'Anthony Mann
- 1955 : Le Grand Chef (Chief Crazy Horse) de George Sherman
- 1955 : Bring Your Smile Along de Blake Edwards
- 1956 : L'Homme de nulle part (Jubal) de Delmer Daves
- 1956 : L'Extravagante Héritière (You Can't Run Away from It) de Dick Powell
- 1956 : Meurtres à Miami (Miami Exposé) de Fred F. Sears
- 1957 : Décision à Sundown (Decision at Sundown) de Budd Boetticher
- 1957 : 3 h 10 pour Yuma (3:10 to Yuma) de Delmer Daves
- 1957 : Le Fort de la dernière chance (The Guns of Fort Petticoat) de George Marshall
- 1957 : L'Homme de l'Arizona (The Tall T) de Budd Boetticher
- 1958 : The Lineup de Don Siegel
- 1958 : Cow-boy (Cowboy) de Delmer Daves
- 1958 : L'Aventurier du Texas (Buchanan Rides Alone) de Budd Boetticher
- 1960 : Pepe de George Sidney
- 1960 : Contre-espionnage (Man on a String) d'André de Toth
- 1962 : Lutte sans merci (13 West Street) de Philip Leacock
- 1969 : Charro (Charro !) de Charles Marquis Warren

### Séries télévisées
- 1959 : Denis la petite peste (Dennis the Menace), saison 1, épisode 1 Goes to the Movies de William D. Russell
- 1963 : La Quatrième Dimension (The Twilight Zone), saison 4, épisode 11 Le Parallèle (The Parallel) d'Alan Crosland Jr. et épisode 16 Jeudi, nous rentrons à la maison (On Thursday We Leave for Home) de Buzz Kulik
- 1963-1965 : Perry Mason, saisons 7 et 8, 12 épisodes
- 1964 : L'Île aux naufragés (Gilligan's Island), saison 1, épisode 1 Deux sur un radeau (Two on a Raft) de John Rich
- 1965 : Jinny de mes rêves (The Lady in the Bottle), saison 1, épisode 1 Mise en bouteille (The Lady in the Bottle) de Gene Nelson

## Distinctions
- Cinq nominations à l'Oscar du meilleur montage :
  - En 1938, pour Cette sacrée vérité ;
  - En 1940, pour Monsieur Smith au Sénat ;
  - En 1950, pour Les Fous du roi ;
  - En 1959, pour Cow-boy ;
  - Et en 1961, pour Pepe.